# Nathalie Giguère
Pour les articles homonymes, voir Giguère.
Nathalie Giguère (née le 16 janvier 1973 à Charlesbourg au Québec) est une nageuse canadienne, spécialisée dans le 200 mètres brasse. Elle a au cours de sa carrière sportive participé aux Jeux olympiques d'été de 1992 à Barcelone où elle a terminé sixième de sa discipline avec un temps de 2:29.70.

## Biographie
Nathalie Giguère est la fille de Jean-Marc et Marthe Giguère

### Début de sa carrière
Nathalie Giguère commence très jeune dans le sport de la natation. Elle  débute à l'âge de huit ans avec le Club de natation de Charlesbourg, puis se joint au Club Sélects de Ste-Foy. Il ne lui faut pas beaucoup de temps pour impressionner, se qualifiant pour les championnats nationaux jeunesse à 11 ans, pour les championnats nationaux seniors à 13 ans et gagnant son premier titre national en 1989 à l'age 16 ans. Elle continue de progresser et elle devient une membre  de l’équipe nationale canadienne au 200 brasse. 

### Rouge et Or de l'Université Laval
Avec son entraîneur Benoît Lebrun dans le club de natation Rouge et Or de l’Université Laval, à Québec, elle décroche un titre de championne nationale canadienne pas moins de sept fois entre 1989 et 1996. Plusieurs de ses records universitaires tiennent toujours.

### Tournois internationaux
Membre de l’équipe nationale du Canada aux Jeux olympiques de 1992  à Barcelone, Nathalie Giguère termine sixième au 200 brasse. Elle contribue à l’histoire de la natation en devenant avec Guylaine Cloutier, l'une des premières médaillées d’or canadienne en natation lors de compétitions internationales. Elle remporte des victoires à l’Omnium international des États-Unis en 1989 et 1990. Elle gagne aussi la médaille d’or à la Coupe du monde de natation à Berlin-Est en février 1990 et aux Jeux du Commonwealth 1990  à Auckland. Pour ajouter à son palmarès, elle obtient deux médailles d’argent, une aux Championnats pan-pacifiques à Tokyo en août 1989 et l’autre à la Coupe du monde de natation à Bonn en Allemagne, toujours dans les épreuves de brasse. Elle participe aussi aux Jeux du Commonwealth de Victoria en 1994.

### Retraite
Nathalie Giguère prend sa retraite en 1996 à la suite d’une carrière  de 17 ans dans la natation. Elle complète alors sa formation universitaire avec un diplôme en communications. Elle se spécialise dans les relations publiques à l’Université Laval. Depuis, elle organise des événements spéciaux pour plusieurs entreprises commerciales et elle travaille présentement comme coordonnatrice des affaires corporatives dans un cabinet d’avocats de Montréal. En 2006, Nathalie Giguère est choisie comme membre du personnel de la mission canadienne pour les Jeux du Commonwealth. Son expérience des tournois internationaux comme athlète est un atout pour Équipe Canada alors qu’elle dirige le service aux athlètes au Village des Jeux du Commonwealth.
Nathalie Giguère est aussi coureuse-porteuse de la flamme olympique à Châteauguay, au Québec pour les Jeux olympiques d'hiver de 2010 à Vancouver, en Colombie-Britannique.

## Palmarès
- Championne provinciale du Québec pendant plus d'une décennie
- 7 Championnats canadiens de natation
- 2  Médailles d'or  à l'Omnium International des États-Unis (1989 et 1990)
- Médaille d'or  à la Coupe du Monde de Natation à Berlin-Est (1990)
- Médaille d'or  aux Jeux du Commonwealth 1990, 200m brasse
- Médaille d'argent  au Championnat pan-pacifique de 1989, 200m brasse
- Médaille d'argent  à la Coupe du monde de natation à Bonn (1990)

## Honneur individuel
Après sa retraite sportive, elle est intronisée au Cercle de l'Excellence de la natation canadienne, côtoyant ainsi d'autres nageurs canadiens de renom tels Victor Davis, Mark Tewksbury, Curtis Myden et Anne Ottenbrite.